# Générique(s)
Pour les articles homonymes, voir Générique.
 (juillet 2017).
Si vous disposez d'ouvrages ou d'articles de référence ou si vous connaissez des sites web de qualité traitant du thème abordé ici, merci de compléter l'article en donnant les références utiles à sa vérifiabilité et en les liant à la section « Notes et références ».
Générique(s) était un magazine culturel français créé en 2007, à parution mensuelle et consacré aux séries télévisées. 
La revue a cessé sa parution en kiosques avec le no 27 daté de mars/avril 2010, à cause de problèmes économiques.